# Bryce McGain
Bryce McGain (ur. 25 marca 1972) – australijski krykiecista, praworęczny bowler rzucający w technice wrist spin. W 2008 powołany do reprezentacji Australii.